# ماگنو موسلین
ماگنو موسلین بازیکن فوتبال اهل برزیل است.